# Мерфи (Айдахо)
Мерфи (англ. Murphy) — статистически обособленная местность (CDP) в округе Овайхи штата Айдахо США. Население — 96 человек (2020).

## География
Мерфи расположен по координатам 43°12′46″ с. ш. 116°32′55″ з. д. (43.212829, -116.548619). По данным Бюро переписи населения США в 2010 году статистически обособленная местность имела площадь 9,94 км², вся площадь — суша.

### Климат
Статистически обособленная местность находится в зоне, характеризующейся климатом тропических степей. Самый тёплый месяц — июль со средней температурой 20.9 °C (69.7 °F). Самый холодный месяц — январь, со средней температурой -1.3 °С (29.6 °F).
| Показатель                    | Янв.  | Фев. | Март  | Апр.  | Май  | Июнь | Июль | Авг. | Сен. | Окт.  | Нояб. | Дек. | Год   |
| ----------------------------- | ----- | ---- | ----- | ----- | ---- | ---- | ---- | ---- | ---- | ----- | ----- | ---- | ----- |
| Абсолютный максимум, °C       | 16,7  | 21,1 | 25,6  | 30,6  | 36,1 | 38,9 | 41,7 | 40,6 | 36,7 | 33,9  | 25    | 18,3 | 41,7  |
| Средний суточный максимум, °C | 3,8   | 6,5  | 10,6  | 14,6  | 19,8 | 24,7 | 30,3 | 29,7 | 24,2 | 17,3  | 9,2   | 4,2  | 16,2  |
| Средняя температура, °C       | −1,3  | 0,9  | 4,1   | 7,4   | 12,1 | 16,3 | 20,9 | 20,2 | 15,1 | 9,1   | 2,9   | −1,2 | 8,9   |
| Средний суточный минимум, °C  | −6,4  | −4,6 | −2,3  | 0,3   | 4,3  | 7,9  | 11,6 | 10,8 | 5,9  | 0,7   | −3,4  | −6,6 | 1,5   |
| Абсолютный минимум, °C        | −31,1 | −25  | −18,9 | −11,1 | −6,7 | −2,8 | 0    | 0    | −7,2 | −11,7 | −21,7 | −30  | −31,1 |
| Среднее число дней с осадками | 10    | 8    | 9     | 9     | 8    | 7    | 3    | 3    | 4    | 5     | 9     | 10   | 85    |
| Норма осадков, мм             | 29    | 19   | 25    | 25    | 31   | 29   | 8    | 12   | 12   | 19    | 28    | 30   | 268   |
| Источник: Weatherbase         |       |      |       |       |      |      |      |      |      |       |       |      |       |

## Демография
| Год переписи | Нас. |  | %±     |
| ------------ | ---- |  | ------ |
| 1900         | 80   |  | —      |
| 1910         | 102  |  | 27,5%  |
| 1920         | 150  |  | 47,1%  |
| 1930         | 75   |  | −50%   |
| 1950         | 50   |  | −33,3% |
| 1960         | 50   |  | —      |
| 1970         | 100  |  | 100%   |
| 1980         | 150  |  | 50%    |
| 1990         | 150  |  | —      |
| 2010         | 97   |  | −35,3% |
| 2020         | 96   |  | −1%    |

Согласно переписи 2010 года, в статистически обособленной местности проживало 97 человек в 36 домохозяйствах в составе 22 семей. Плотность населения составляла 10 человек/км². Было 45 квартир (5/км²).
Расовый состав населения:
| - 93,8% — белых - 1,0% — азиатов - 0,0% — лиц других рас |

К двум или более расам принадлежало 5,2%. Доля испаноязычных составила 4,1% от всего населения.
По возрастному диапазону население распределялось следующим образом: 6,2% — лица младше 18 лет, 69,1% — лица в возрасте 18-64 лет, 24,7% — лица в возрасте 65 лет и старше. Медиана возраста жителя составила 53,1 лет. На 100 человек женского пола в переписной местности приходилось 185,3 мужчин; на 100 женщин в возрасте от 18 лет и старше — 193,5 мужчин также старше 18 лет.
Средний доход на одно домашнее хозяйство составил 30 065 долларов США (медиана — 30 750), а средний доход на одну семью — 28 594 доллара (медиана — (X)). За чертой бедности находилось 25,0% лиц, в том числе — % детей в возрасте младше 18 лет и 52,2% лиц в возрасте 65 лет и старше.
Гражданское трудоустроенное население составляло 20 человек. Основные области занятости: научные работники, специалисты, менеджеры — 25,0%.